# Еголъях
Еголъях (реже Егольях, Егол-Ях) — река в России. Устье реки находится в 607 км по левому берегу реки Васюган. Длина реки составляет 184 км. Площадь водосборного бассейна — 1790 км².

## Течение
Река Еголъях берёт начало в болотистой местности Тарского района на востоке Омской области, течёт на восток по территории Каргасокского района Томской области и впадает в Васюган вблизи посёлка Кунтики.
Высота истока — 99 м над уровнем моря. Высота устья — 68 м над уровнем моря.
По течению реки расположены Западно-Карасевское, Карасевское и Павловское нефтяные месторождения

## Притоки
- 88 км: Сосновая
- 97 км: Когуигай
- 115 км: Лиственная
- 137 км: Воронья
- ? км: Лосевая
- ? км: Горелая
- 165 км: Берёзовая
- 172 км: Большая Ножевая

## Данные водного реестра
По данным государственного водного реестра России Еголъях относится к Верхнеобскому бассейновому округу, водохозяйственный участок реки — Васюган, речной подбассейн реки — бассейны притоков Оби (верхней) от Кети до Васюгана. Речной бассейн реки — Обь (верхняя) до впадения Иртыша.